# Jean Duvernoy
Jean Duvernoy (Montbéliard, 1 de gener de 1917 - Tolosa de Llenguadoc, 18 d'agost de 2010) va ser un jurista i historiador francès, especialitzat en heretgies medievals. Doctor en dret i llicenciat en lletres, va ser mantenidor de l'Acadèmia dels Jocs florals de Tolosa de Llenguadoc el 1989.
Duvernoy va ser autor de textos i traduccions sobre el catarisme i la inquisició. La seva traducció al francès del Registre d'Inquisició de Jacques Fournier és la base del llibre d'Emmanuel Le Roy Ladurie Montaillou, village occitan.

## Obra
L'obra de Jean Duvernoy és molt àmplia. A continuació se cita una selecció:
- Le Registre d'inquisition de Jacques Fournier, évêque de Pamiers, 1318-1325 : manuscrit Vat. latin n° 4030 de la Bibliothèque vaticane, publié avec introduction et notes par Jean Duvernoy (3 volums, 1965).
- Inquisition à Pamiers, interrogatoires de Jacques Fournier : 1318-1325
- La Religion des cathares (1976)
- L'Histoire des cathares (1979)
- Inquisition à Pamiers : cathares, juifs, lépreux, devant leurs juges (1986)
- Cathares, vaudois et béguins : dissidents du pays d'Oc (1994)

Traduccions
- Chronique, [1203-1275], de Guillem de Puillorenç, traduït el 1976
- Spirituels et béguins du Midi, de Raoul Manselli, traduït el 1989
- Chronique, 1229-1244 de Guillem Pelhisson, traduït el 1994
- Chronique, 1145-1275, de Guillem de Puillorenç, traduït el 1996
- Le Procès de Bernard Délicieux, 1319, traduït el 2001
- L'Inquisition en Quercy : le registre des pénitences de Pierre Cellan, 1241-1242 traduït del llatí el 2001
- Le Dossier de Montségur, interrogatoires d'inquisition, 1242-1247 traduït el 1998